# Bodināyakkanūr
Bodināyakkanūr (engelska: Bodinayakkanur) är en ort i Indien.   Den ligger i distriktet Theni och delstaten Tamil Nadu, i den södra delen av landet, 2 100 km söder om huvudstaden New Delhi. Bodināyakkanūr ligger 352 meter över havet och antalet invånare är 75 680.
Terrängen runt Bodināyakkanūr är varierad. Runt Bodināyakkanūr är det tätbefolkat, med 308 invånare per kvadratkilometer. Närmaste större samhälle är Teni, 14,5 km öster om Bodināyakkanūr. Omgivningarna runt Bodināyakkanūr är en mosaik av jordbruksmark och naturlig växtlighet.